# Большая Нигва
Большая Нигва (Нигва) — река в Мещовском районе Калужской области России, левый приток Серёны. Длина реки составляет 20 км, площадь водосборного бассейна — 232 км².

## Данные водного реестра
По данным государственного водного реестра России относится к Окскому бассейновому округу, водохозяйственный участок реки — Ока от города Белёв до города Калуга, без рек Упа и Угра, речной подбассейн реки — бассейны притоков Оки до впадения Мокши. Речной бассейн реки — Ока.
Код объекта в государственном водном реестре — 09010100512110000020278.

### Притоки (км от устья)
- 4,1 км: река Турея (пр)
- 7 км: река Малая Нигва (лв)